# Amor cautivo
Amor cautivo es una telenovela mexicana producida por Fernando Sariñana y transmitida por TV Azteca en 2012.
Está protagonizada por Marimar Vega y Arap Bethke; y con las participaciones antagónicas de Bárbara de Regil, Fernando Ciangherotti, Juan Pablo Medina y Eduardo Arroyuelo. Cuenta además con las actuaciones estelares de Patricia Bernal, Héctor Bonilla, Andrea Noli y Andrés Palacios.

## Sinopsis
Un siniestro secuestro será la base para desencadenar una serie de acontecimientos que tendrán que esclarecerse.
Alejandra Santa Cruz es una jovencita secuestrada por un criminal peligroso: Edmundo Grijalva. Edmundo aprovecha la muerte de Nicolás Santa Cruz (el padre de Alejandra). Todo comienza cuando Nicolás entra muy borracho a su casa y amenaza con matar a su esposa, ya que ha descubierto que le ha sido infiel. Su esposa llama por teléfono a Victoria Arizmendi (amiga de la familia), quien intenta calmar la situación. Jorge Bustamante, un hombre lleno de maldad, esposo de Victoria, manda a su secuaz Isaías a matar a Nicolás, pero mientras Nicolás toma una pistola e intenta matar a su esposa, Victoria y Nicolás comienzan a pelear. El arma se dispara y Nicolás cae herido. Victoria cree que está muerto, pero recibe un golpe en la cabeza y cae desmayada. Alejandra ve lo ocurrido pero de pronto Edmundo aprovecha la situación y secuestra a Alejandra y a su madre. Isaías, después de golpear a Victoria le da otro balazo a Nicolás y termina matándolo.
Han pasado los años y ahora Alejandra ya es adulta pero sigue en manos de Edmundo. Eugenia (novia de Edmundo), comienza a sospechar algo, porque ve que su novio anda de aquí hacia allá con ropa y zapatos de mujer. Ella se lo cuenta a sus amigos Fernando Bustamante, Efraín Rivero y Ramiro Estrada. Eugenia descubre el engaño de Edmundo e intenta rescatar a Alejandra, pero no lo logra. Edmundo la asesina para callarla. Fernando, Efraín y Ramiro llegan a la casa de Edmundo y logran rescatar a Alejandra pero encuentran muerta a Eugenia. Desde el rescate, nace el gran amor de Alejandra y Fernando. Pero Vanessa, exnovia de Fernando quiere destruir ese gran amor, junto con el apoyo de Efraín, quien comienza a enamorarse de Alejandra.

## Elenco
- Marimar Vega - Alejandra Santa Cruz Bustillos / Alejandra Del Valle Bustillos
- Arap Bethke - Fernando Bustamante Arizmendi
- Bárbara de Regil - Vanessa Ledezma Ruíz
- Patricia Bernal - Victoria Arizmendi Vda. de Bustamante
- Fernando Ciangherotti - Jorge Bustamante
- Eduardo Arroyuelo - Edmundo Grijalva
- Héctor Bonilla - Félix Del Valle
- Andrea Noli - Beatriz García de Del Valle
- Andrés Palacios - Javier Del Valle García
- María Renée Prudencio - Soledad Bustillos Vda. de Santa Cruz
- Cecilia Ponce - Eugenia Rangel Acosta
- Alberto Guerra - Ramiro Estrada
- Carla Carrillo - María Victoria "Marivi" Bustamante Arizmendi
- Vanessa Ciangherotti - Ángela
- Juan Pablo Medina - Efraín Rivero
- Guillermo Iván - Tony
- Erick Chapa - Marcelo Bustamante Arizmendi
- Luis Felipe Tovar - Alfredo Linares
- Carmen Delgado - Paula Manríquez
- Hernán Mendoza - Camilo Ordóñez
- Claudia Lobo - Gladys de Estrada
- Gina Moret - Cruz
- Daniel Martínez - Isaías Lozano
- Fernando Rubio - Don Paco
- Fidel Garriga - Billy Thomson
- Marcela Ruíz Esparza - Iris Carranza
- Mayra Rojas - Susana Ruíz
- Roberto Castañeda - Guillermo
- Alonso Espeleta - Diego Del Valle García
- Israel Amezcua - Bryan de Jesús
- Keyla Wood - Panchita
- Elvira Trejo -Margarita
- Emilio Guerrero - Rufino Estrada
- Estela Cano - Martha Estrada
- Pilar Fernández - Rebeca
- Karla Cruz - Carmen
- Juan Manuel Bernal - Nicolás Santa Cruz
- Patty Garza - Tatiana Fernández de Bustamante
- Alejandra Zaid - Alejandra Santa Cruz (Niña)

## Versiones
- Amor cautivo es una adaptación de la telenovela velezolana "Lejana como el viento" producida en el 2002 por la cadena Venevisión, protagonizada por Zair Montes y Ricardo Bianchi.

- Datos: Q2843866